# Brandaris
Brandaris är en kulle på den nordvästra delen av ön Bonaire i Karibiska Nederländerna. Den är belägen inom Washington Slagbaai nationalpark, cirka 19,5 kilometer nordväst om Kralendijk. Toppen på Brandaris är 241 meter över havet, vilket gör den till öns högsta punkt.